# Acacia vassalii
Acacia vassalii — вид квіткових рослин з родини бобових. Ареал: Австралія (Західна Австралія).

## Середовище
Зустрічається в низькорослих чагарниках або пустищах у районах з коричневим піском та гравієм на латериті або на жовтому піску. Хоча вогонь, ймовірно, знищує дорослі рослини, існує підозра, що для стимулювання проростання необхідний вогонь або інші порушення. На підтвердження цієї гіпотези, рослини на відкритих ділянках та порушених узбіччях доріг виглядають здоровішими, ніж ті, що мешкають у більш усталених рослинних угрупованнях та затінених ділянках.

## Біоморфологічна характеристика
Це розлогий, напіврозпростертий, багаторічний кущ заввишки до 0,3–0,6 м. З червня по серпень утворює світло-золотисті суцвіття. Рослина утворює щільну подушку діаметром до 1 м на відкритих ділянках, а в затінених місцях вона більш розсіяна та вертикальна.